# 斯塔克 (喬治亞州)
斯塔克（英語：Stark）是位於美國喬治亞州巴茨縣的一個非建制地區。該地的面積和人口皆未知。

## 地理
斯塔克的座標為33°20′00″N 83°54′24″W / 33.33333°N 83.90667°W，而該地的平均海拔高度為207米（即679英尺）。